# Разумное падение
Разумное падение (РП; англ. Intelligent Falling) — пародийная псевдонаучная теория, высмеивающая приёмом доведения до абсурда идеи «разумного замысла». «Теория разумного падения» заявляет, что гравитации не существует, а падением предметов управляет в каждом отдельном случае непосредственно высший разум, то есть Бог.
Если концепция «разумного замысла» пытается полемизировать с эволюционным учением, утверждая, что объекты и явления Вселенной обусловлены замыслом высшего разума (Бога), а не естественными процессами, такими как естественный отбор, то РП аналогичным образом оспаривает гравитационное учение Ньютона. В частности, «сторонники» РП заявляют, что «гравитация — всего лишь теория, а не научный факт» (пародируя заявления креационистов о том, что эволюция — «всего лишь теория»), указывают на несовместимость классических представлений о гравитации с современной наукой, в частности, квантовой механикой, и призывают к запрету преподавания представлений о гравитации в школах.

## История возникновения
В июне 2002 года пользователь Джефф Стаббс написал письмо администратору Usenet-групп alt.atheism и talk.origins. В письме Джефф отметил, что ему не нравится теория гравитации. Он чувствует личное оскорбление из-за того, что инженеры учитывают в конструкции только её физическую массу, забывая о массе духа. Джефф предложил изучать и разрабатывать теорию «разумного управления»:

Не может быть, чтобы слабая сила вроде гравитации могла удерживать все предметы на планете. Это может быть только Бог, с помощью наших душ удерживающий всё вокруг нас.
Оригинальный текст (англ.)There's no way a weak force such as gravity can possibly hold everything onto the planet. It must be God, using our souls, to hold everything together.

После этого Элф Штернберг создал Usenet-группу «FAQ on intelligent grappling» на sci.skeptic. Дана Симпсон опубликовала в мае 2005 года комикс «Teaching Gravity» на «I Drew This». Чуть позже студент Канзасского университета Joshua Rosenau пересказал идею Стаббса в своём блоге, ссылаясь на задачу трёх тел:

Я много думал, и теперь, думаю, пришло время поговорить о теории разумного падения. Я был вдохновлён задачей трёх тел, ведь наука до сих пор не может дать нам её точного решения. В самом деле: законы Ньютона могут объяснить движение только двух тел, но не более.
Оригинальный текст (англ.)I've been thinking about this for a while, and I think it's time to discuss my theory of intelligent falling. I was inspired to question the Newtonist dogma on "gravity" when I learned that science cannot explain the movement of three things at once. Sure, Newton's "laws" can explain how two things move, but Newtonists can't explain how a third object would affect that movement.
— http://jgrr.blogspot.com блог
Концепция разумного падения была опубликована на сайте The Onion в августе 2005 года.
В январе 2010 года сатирический индийский новостной сайт Faking News опубликовал пародию, в которой утверждается, что для проверки законов притяжения с Бурдж-Халифы сбрасывали яблоки.